# 竹ノ塚駅
竹ノ塚駅（たけのつかえき）は、東京都足立区竹の塚六丁目にある、東武鉄道伊勢崎線の駅である。「東武スカイツリーライン」の愛称区間に含まれている。駅番号はTS 14。

## 歴史
当駅は伊勢崎線開通から約7か月後に当たる1900年（明治33年）3月21日に開設した。当初は伊興村にあったが、1932年（昭和7年）に東京市に編入合併され、東京市で最北端に位置する駅となった。東京市が廃止された後も当駅は東京23区で最北端に位置する駅であったが、2008年（平成20年）に東京都交通局日暮里・舎人ライナーが開通したことに伴い、東京23区内で最北端の駅は見沼代親水公園駅となった。
伊興村に開設されていたのにもかかわらず、東に隣接していた竹塚村を駅名に採用したのは、駅名を喚呼する時の言葉の響きが良いと言う理由から。

### 連続立体交差事業
かつて当駅前後の踏切は、数少ない踏切保安係が操作を行う手動式踏切であった。交通量が多く「開かずの踏切」となっている。駅を挟んで北側・南側にそれぞれ1か所ずつ設置され、南側（伊勢崎線 第37号踏切道）は「大踏切」、北側（同第38号踏切道）は「小踏切」と呼ばれていた。
1974年（昭和49年）に北千住駅 - 当駅間複々線化が行われた際に、運転本数が増加したことで当駅周辺の踏切は遮断時間が増加した。このため、線路の高架化が課題となっており、足立区は踏切解消に向けて1987年（昭和62年）より、継続的に鉄道高架化の可能性について検討を行って来た。更に、2001年（平成13年）には東京都と東武鉄道をアドバイザーとした「竹ノ塚駅周辺地域道路・鉄道立体化検討会」を設置し、検討を重ねて来た。高架化工事によって除却される踏切はどちらも足立区道であるが、当時は特別区が事業主体となって連続立体交差事業を施行することが出来なかったこともあり、議論は平行線を辿っていた。
そして、2005年（平成17年）3月15日に大踏切で踏切保安係（東武鉄道社員）の遮断機誤開による事故が発生し、2人が死亡、2人が負傷した（東武伊勢崎線竹ノ塚駅踏切死傷事故も参照）。この事故がきっかけとなり、同年4月6日から地元連合会による鉄道高架化の署名運動が行われ、同年8月12日までに216,993人の署名が集まった。事故半年後の同年9月には両踏切共に自動化された。また、2005年度（平成17年度）からは特別区主体で連続立体交差事業を施行することが可能となった。
2015年（平成27年）3月1日にも同じ個所で踏切内に侵入した軽乗用車と列車が衝突する事故が発生し、軽乗用車の男性運転手が死亡している。2016年（平成28年）5月29日にも歩行者と上り特急列車の人身事故が発生した（但し、こちらは自殺である）、しかもこの日は下り急行線が高架化された初日であった。
2006年（平成18年）3月9日には、大踏切側に自転車対応エレベーター付跨線橋が設置された。踏切操作自動化及び跨線橋が完成した後も、踏切安全監視要員が24時間監視を行っている。また2006年（平成18年） - 2008年（平成20年）にかけて、当駅にエスカレーターやエレベーターを設置するバリアフリー対応工事が行われている。但し、東口へは工事前から駅ビル内にエスカレーター・エレベーターが設置されている。
足立区は2011年（平成23年）3月31日に都市計画決定、同年12月20日には事業認可を取得、2012年（平成24年）3月30日に東武鉄道と施工協定を締結した。その後、同年11月4日には起工式が挙行された。踏切事故から7年7か月での事業着手は異例の早さである。また、区が主体となる連続立体交差事業はこれが初めての事例となる。2021年3月に高架化工事完了予定であったものの、草加寄りの高架橋建設時に使用した鋼矢板約2000枚が線路内に埋設していたため、この鋼矢板の撤去作業が必要となり、2022年（令和4年）3月19日に変更した。

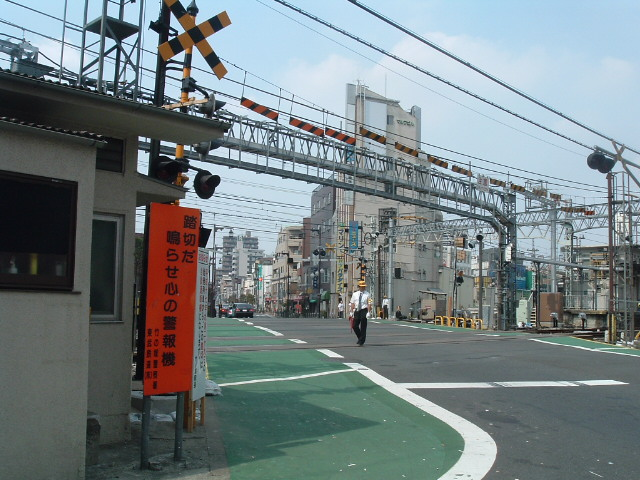
自動化前の南側の踏切（大踏切） （2005年9月19日）
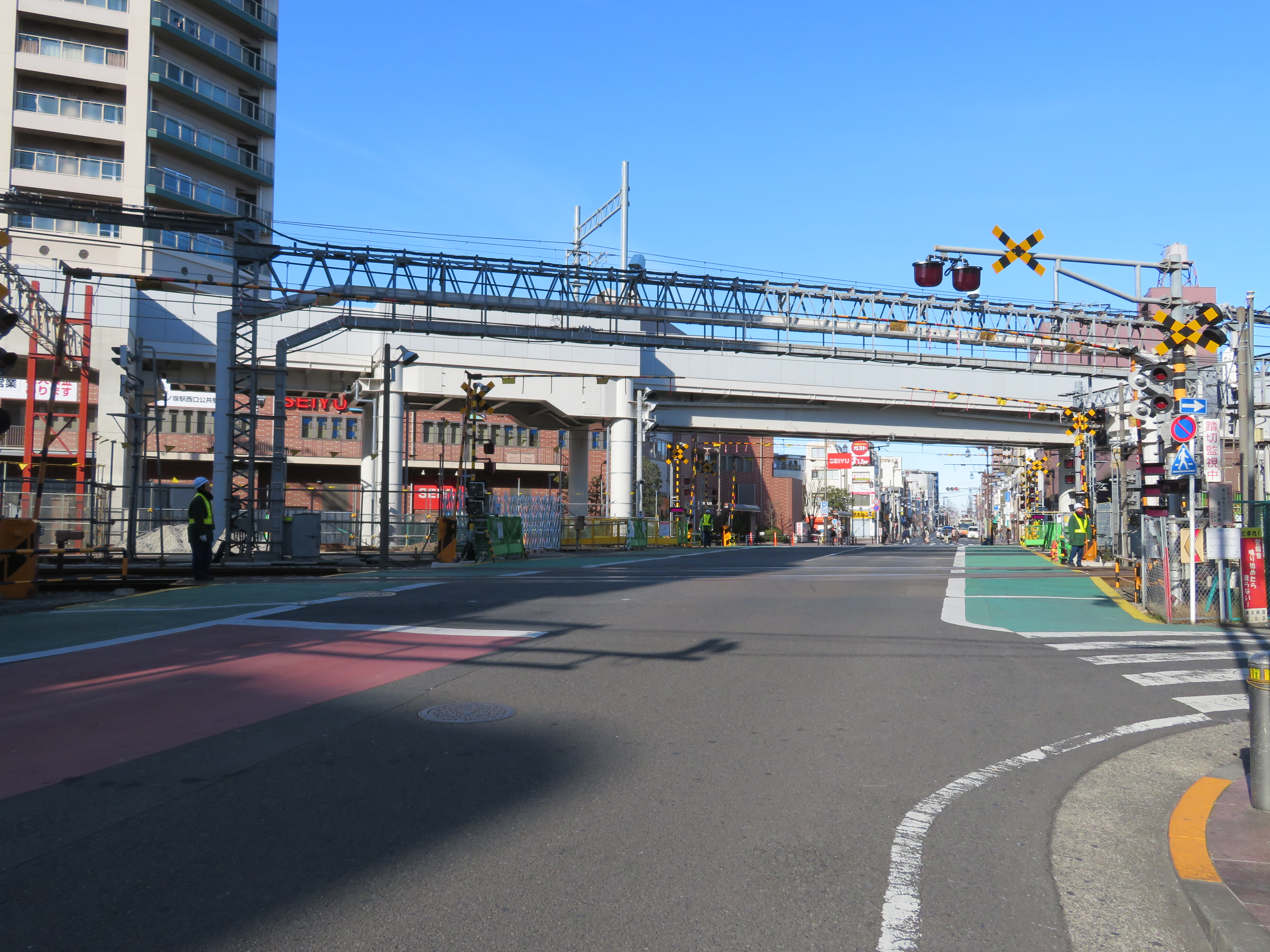
自動化され、連続立体交差事業中の南側の踏切 （2018年1月7日）

### 年表
- 1900年（明治33年）3月21日：開設[1]。
- 1962年（昭和37年）5月31日：営団地下鉄日比谷線（現在の東京メトロ日比谷線）との相互直通運転開始。
- 1968年（昭和43年）11月3日：竹ノ塚駅ビルがオープン[11]。
- 1974年（昭和49年）7月2日：北千住駅 - 当駅間複々線化。
- 1988年（昭和63年）8月9日：当駅 - 草加駅間複々線化[12]。
- 2001年（平成13年）2月27日：西口にエスカレーターを1基設置[13]。
- 2002年（平成14年）
  - 2月22日：改札内にエスカレーターを1基設置[14]。
  - 12月：駅ビル内にエスカレーターを4基設置[15]。
- 2003年（平成15年）
  - 5月26日：東口にエレベーターを1基設置[15]。
  - 5月29日：駅ビルを「竹ノ塚 T BOX」にリニューアルオープン[15]。駅ビルの4階 - 10階部分に設けられた賃貸マンションを解体撤去[15]。
- 2005年（平成17年）
  - 3月15日：16時50分頃、竹ノ塚駅構内第37号踏切で踏切死傷事故が発生[16]。
  - 6月：第37号踏切の歩道部を約0.7 m拡幅[17]。第38号踏切を約0.4 m拡幅[17]。
  - 9月24日：西口にエレベーターを設置[18]。第38号踏切が自動化[18]。
  - 9月29日 - 第37号踏切が自動化[18]。
- 2006年（平成18年）3月9日：第37号踏切でエレベーター付跨線橋が使用開始[7]。
- 2008年（平成20年）12月27日：ホームにエレベーターを1基設置。
- 2011年（平成23年）
  - 3月31日 - 連続立体交差事業が都市計画決定[16]。
  - 12月20日 - 連続立体交差事業認可取得[16]。
- 2012年（平成24年）：連続立体交差事業に伴い、「竹ノ塚 T BOX」が全店舗営業終了。
- 2013年（平成25年）3月16日：ダイヤ改正に伴い、この日から日中の区間準急が各停に格下げされて当駅発着に変更された（走行区間は浅草駅 - 竹ノ塚駅）[19]。これに伴い伊勢崎線内では東武の普通使用車両の主軸系統である10000系、10030系が当駅 - 久喜駅間で日中に運用されることがなくなった。
- 2016年（平成28年）
  - 5月8日：下り急行線レールウォークを開催[16][20]。
  - 5月29日：下り急行線を高架に切替[16][21][22]。
  - 11月30日：仮地下通路使用開始[23][16][5]。
  - 12月13日：第38号踏切を約15 m北側へ移設、歩行者・自転車専用化[24][5]。
- 2017年（平成29年）
  - 8月27日：仮設地下改札と仮ホー使用開始、下り緩行線を仮下り緩行線へ移設[25][16]。橋上駅舎を閉鎖[26][27][16]。
  - 10月：橋上駅舎解体工事開始[28]。
- 2018年（平成30年）
  - 9月23日：上り緩行線を仮上り緩行線へ移設[29][16]。
  - 10月：旧ホーム解体工事開始。12月中旬まで[30]。
- 2019年（令和元年）
  - 1月7日：連続立体交差事業の事業認可を変更[31][16]。これに伴い、事業期間を3年延伸[16]。
  - 6月29日：上り急行線を仮上り急行線へ移設[16]。
- 2020年（令和2年）
  - 6月6日：高架化工事進捗とダイヤ改正に伴い、引上線使用停止[32]。これにより当駅を始終着とする電車は草加駅まで回送されることになった。一方日中に3往復設定されていた当駅と浅草駅を結ぶ普通列車は北千住駅発着に変更された他、朝と夜に設定されていた北千住以北と浅草駅を結ぶ普通列車が廃止となったことで当駅から発着する列車は一部を除き全て東京メトロ日比谷線直通列車となり浅草駅に向かう列車発着が消滅した。
  - 9月26日：上り急行線を高架へ切替[16][33]。
- 2022年（令和4年）
  - 3月20日：上下緩行線を高架へ切替、新駅舎使用開始[34][35]。
  - 4月16日：ホームドア使用開始[36]。
- 2024年（令和6年）
  - 3月：引上線を高架へ切替、事業完了[16]。
  - 5月23日：高架下商業施設「EQUiA竹ノ塚」がオープン[37]。

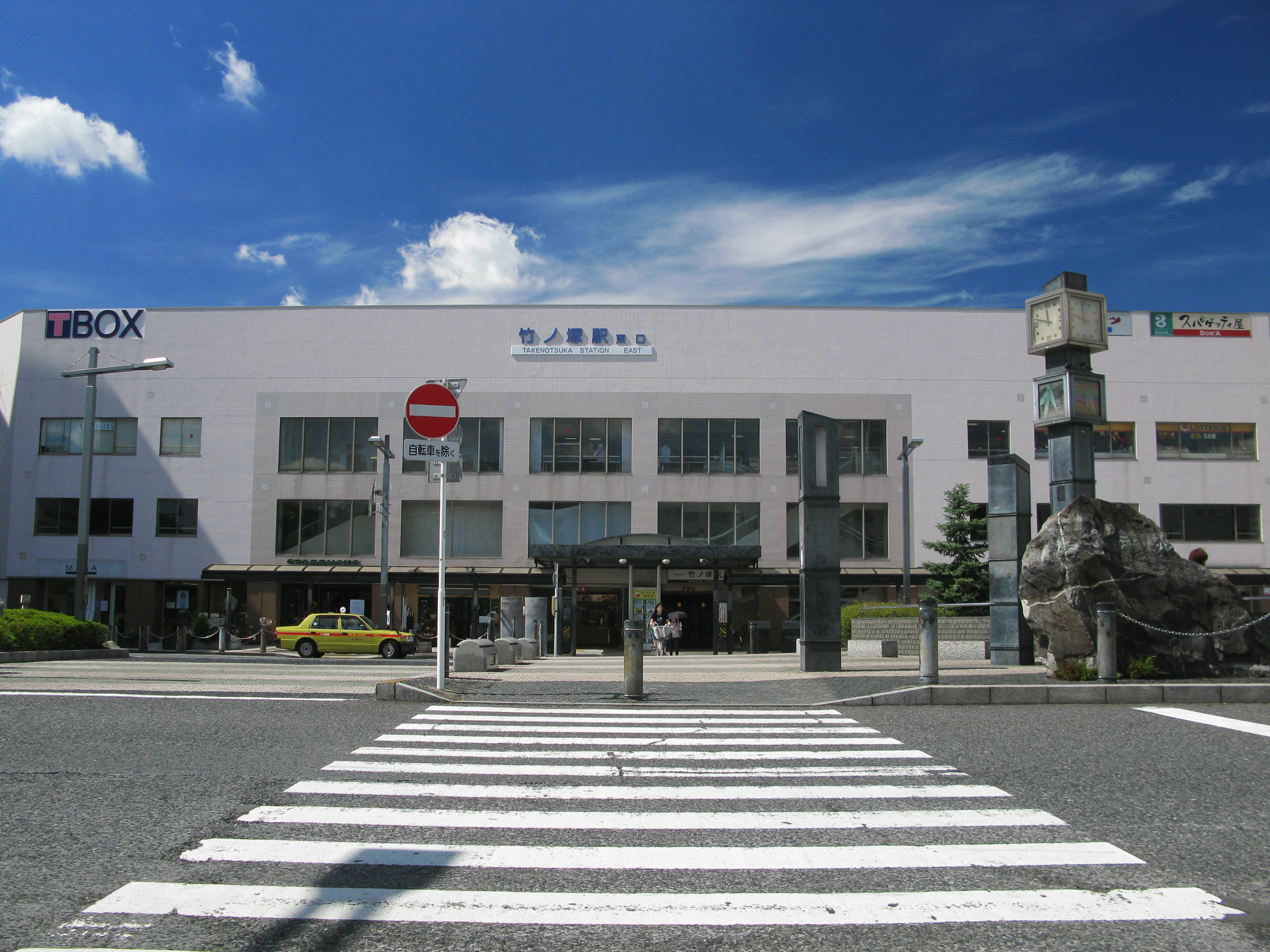
地上駅時代の東口（2012年9月）
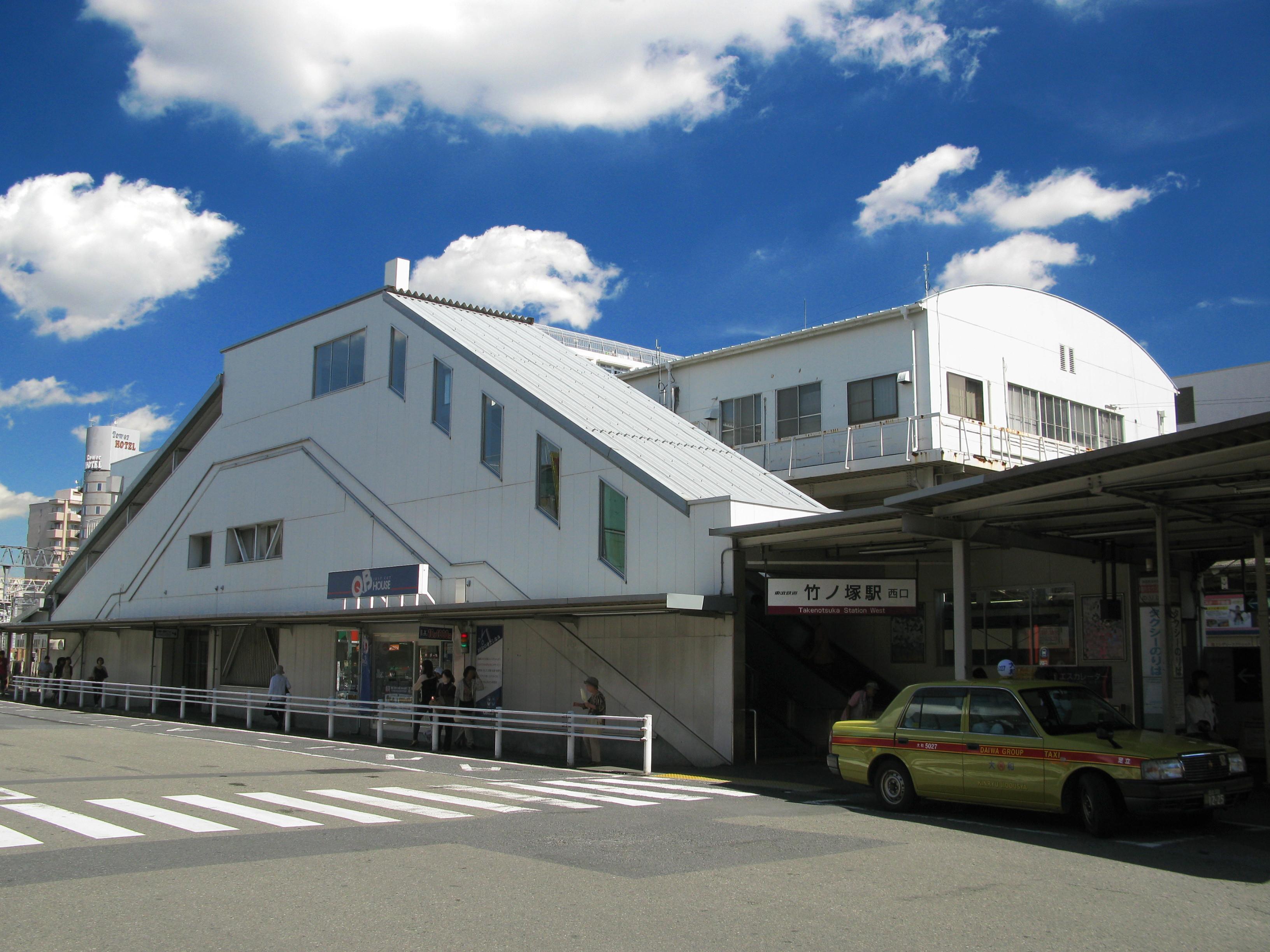
地上駅時代の西口（2012年9月）

## 駅構造
緩行線のみホームがあり、島式ホーム1面2線の高架駅。高架化前の既設ホームは仮設ホーム東側にあったが下り線は2017年（平成29年）8月26日、上り線は2018年（平成30年）9月22日限りで使用終了した。橋上駅舎を備えていたが下り線が既設ホーム使用停止と同日に使用終了し、翌日より仮設地下改札に変更された。
西新井駅寄りには東京地下鉄（東京メトロ）日比谷線車両の車両基地である千住検車区竹ノ塚分室（以下、竹ノ塚分室）が立地する。当駅配線は東側から高架線上の上り急行線・上り緩行線、駅ホームを挟んで下り緩行線・高架線上の下り急行線の4線となっている。以前は下り緩行線と下り急行線間に竹ノ塚分室への入換線があったが、高架化工事の進捗に伴い現在は撤去され、代わりに上り緩行線から竹ノ塚分室へ入庫出来るように配線が変更されている。竹ノ塚分室へは、駅北側の引上線に入線した後、進行方向を転換、上り緩行線を経由し、下り緩行線と平面交差してから入庫していた。更に2016年5月28日までは下り急行線が地上だったため、入庫の際下り急行線との平面交差が存在していた。
2020年6月5日までは谷塚駅寄りに引上線があり、主に当駅折返し列車に運用される車両が使用していたが、高架化工事に伴い撤去された。代わりに草加駅北方に引き上げ線が整備、2020年（令和2年）6月6日より日比谷線からの当駅折返し列車及び入庫列車は草加駅まで回送されるようになった。
東口駅舎はかつて高層住宅であったが、4Fより上部を解体、3F以下をそのまま商業施設を備えたビルとしていた。現在は高架化工事のため、駅ビルの商業施設は営業を終了している。
トイレはユニバーサルデザインの一環として多機能トイレが設置されている。橋上駅舎時代は改札内にあったが、仮設ホーム供用開始と同時にホーム上に移設された。
2010年（平成22年）12月10日より、発車メロディが導入された（谷塚駅・草加駅と同日に運用を開始）。

### のりば
| 番線 | 路線                   | 方向 | 行先                                                               |
| ---- | ---------------------- | ---- | ------------------------------------------------------------------ |
| 1    | 東武スカイツリーライン | 上り | 西新井・北千住・とうきょうスカイツリー・浅草・ 日比谷線 中目黒方面 |
| 2    | 東武スカイツリーライン | 下り | 草加・北越谷・北春日部・東武動物公園・ 日光線 南栗橋方面           |

- 上記の路線名は旅客案内上の名称（「東武スカイツリーライン」は愛称）で表記している。
- 2020年6月6日実施のダイヤ改正より、当駅に発着する列車は北千住行きを除き全て日比谷線直通となったため、浅草方面および半蔵門線への行き来をする場合は必ず北千住駅もしくは西新井駅などで乗り換える必要がある。

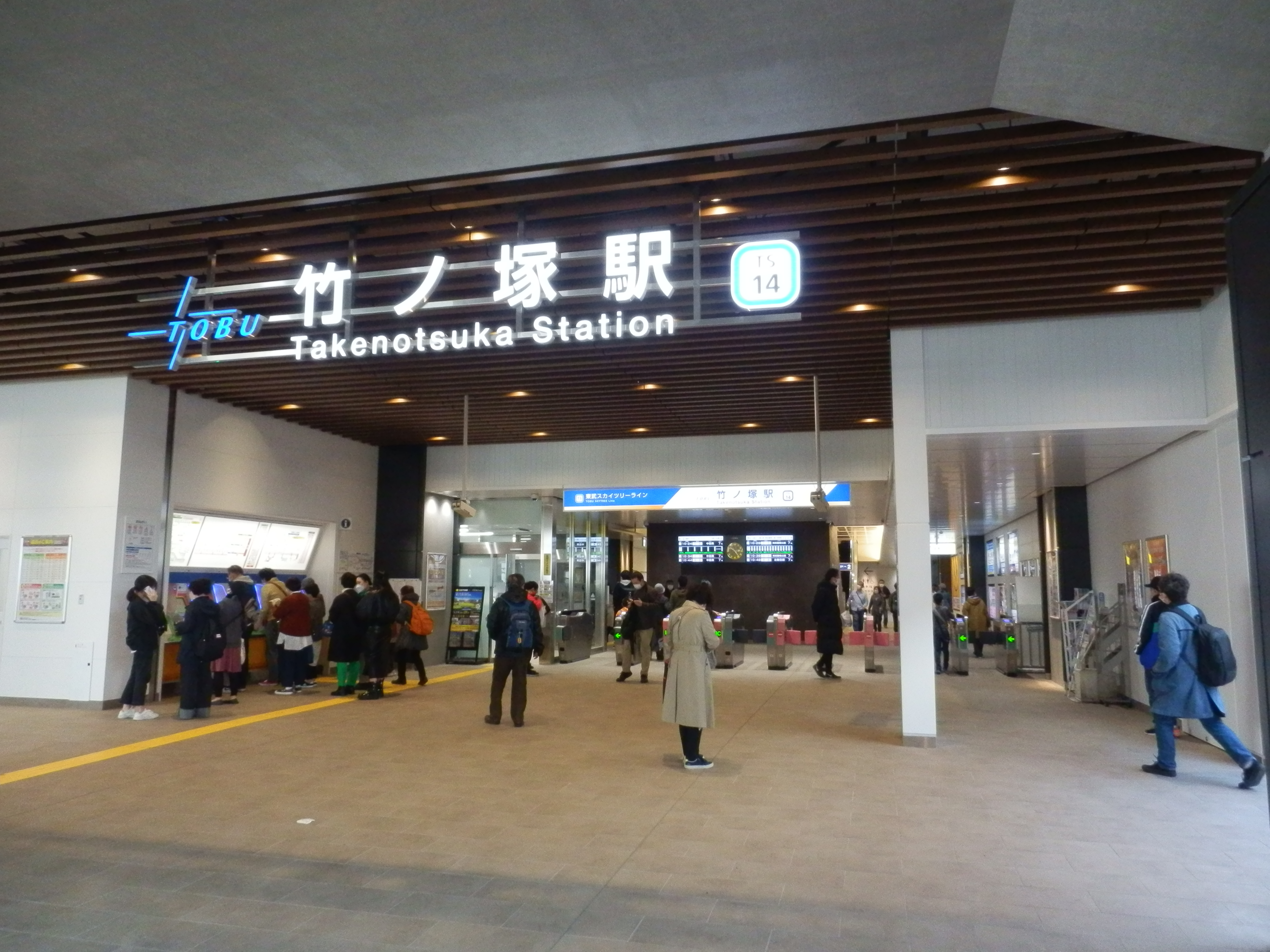
改札口（2022年3月）
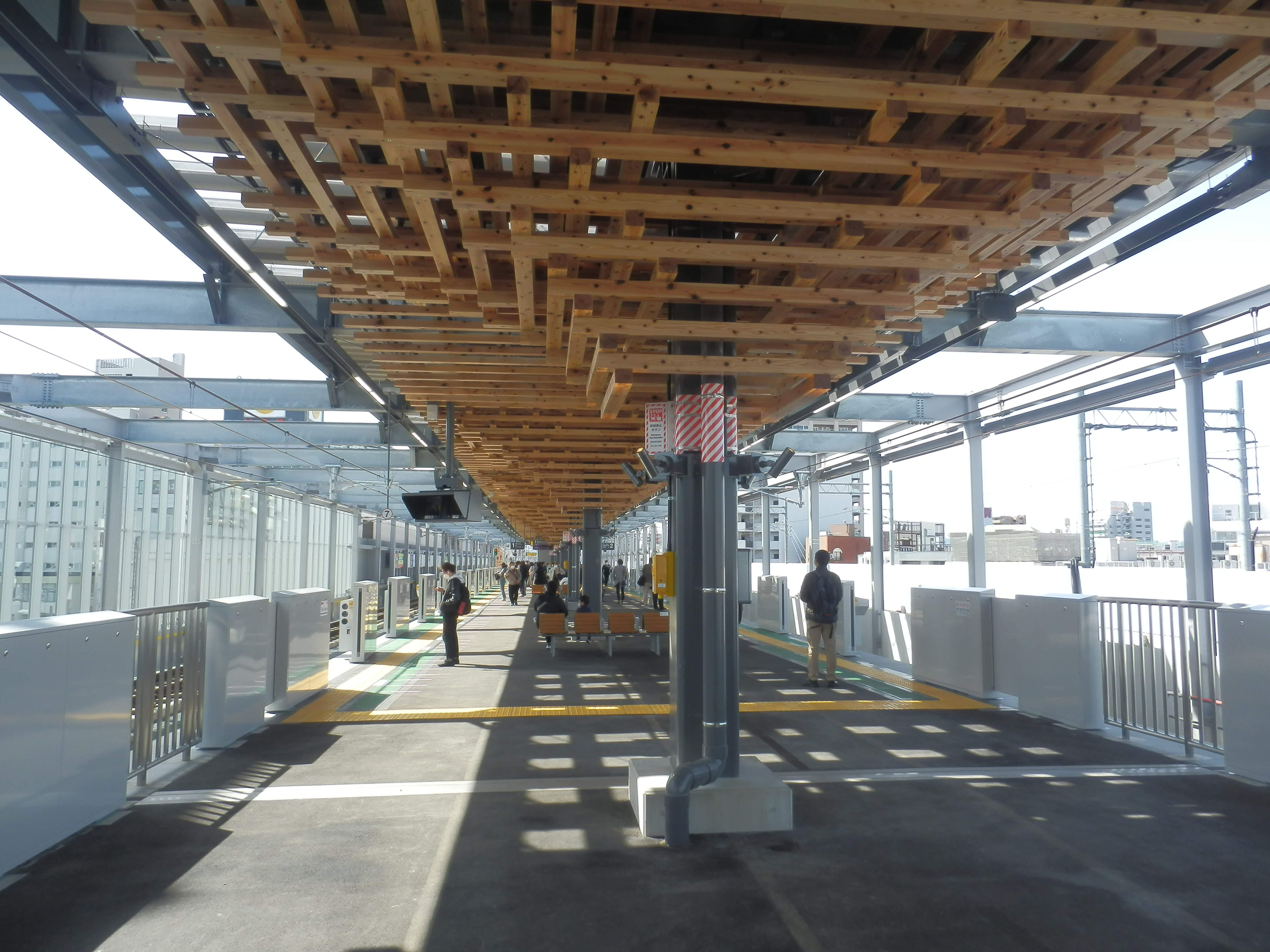
ホーム（2022年3月）

## 利用状況
2024年度の1日平均乗降人員は67,699人である。伊勢崎線の駅では北千住駅・新越谷駅・とうきょうスカイツリー駅（押上駅を含む）・草加駅に次ぐ第5位である。東武鉄道全線中、普通列車のみ停車する駅としては乗降人員が最も多く、急行停車駅である隣の西新井駅を超える。
当駅は普通電車のみ停車するが、駅周辺は人口密集地であり、駅前が路線バスのターミナルとなっていることから駅勢圏が広く、乗降人員も多かった。80年代後半から90年代前半にかけて1日平均乗降人員が10万人を越え、伊勢崎線の駅では北千住駅に次ぐ乗降人員を記録した時期もあった。2007年度までは8万人を越えていたが、2008年（平成20年）3月30日に日暮里・舎人ライナーが近隣に開業して駅勢圏が縮小した影響で乗降人員が減少し、2011年度以降は7万人程度で推移している。
近年の1日平均乗降・乗車人員の推移は以下の通り。

### 昭和
| 年度               | 1日平均 乗車人員 |
| ------------------ | ---------------- |
| 1974年（昭和49年） | 41,773           |
| 1975年（昭和50年） | 42,787           |
| 1976年（昭和51年） | 45,422           |
| 1977年（昭和52年） | 47,012           |
| 1978年（昭和53年） | 47,549           |
| 1979年（昭和54年） | 48,160           |
| 1980年（昭和55年） | 48,745           |
| 1981年（昭和56年） | 49,314           |
| 1982年（昭和57年） | 49,523           |
| 1983年（昭和58年） | 50,108           |
| 1984年（昭和59年） | 50,310           |
| 1985年（昭和60年） | 50,344           |
| 1986年（昭和61年） | 50,951           |
| 1987年（昭和62年） | 51,368           |
| 1988年（昭和63年） | 52,569           |

### 平成
| 年度               | 1日平均 乗降人員 | 1日平均 乗車人員 |
| ------------------ | ---------------- | ---------------- |
| 1989年（平成元年） |                  | 52,691           |
| 1990年（平成02年） |                  | 52,669           |
| 1991年（平成03年） |                  | 52,931           |
| 1992年（平成04年） |                  | 52,576           |
| 1993年（平成05年） |                  | 51,556           |
| 1994年（平成06年） |                  | 50,013           |
| 1995年（平成07年） |                  | 49,091           |
| 1996年（平成08年） |                  | 47,636           |
| 1997年（平成09年） |                  | 46,233           |
| 1998年（平成10年） | 88,430           | 45,328           |
| 1999年（平成11年） | 85,963           | 44,022           |
| 2000年（平成12年） | 84,399           | 43,046           |
| 2001年（平成13年） | 82,913           | 42,505           |
| 2002年（平成14年） | 81,717           | 41,847           |
| 2003年（平成15年） | 81,556           | 41,745           |
| 2004年（平成16年） | 81,175           | 41,449           |
| 2005年（平成17年） | 80,968           | 41,361           |
| 2006年（平成18年） | 80,498           | 40,998           |
| 2007年（平成19年） | 82,167           | 41,727           |
| 2008年（平成20年） | 78,099           | 39,333           |
| 2009年（平成21年） | 75,393           | 37,921           |
| 2010年（平成22年） | 73,179           | 36,711           |
| 2011年（平成23年） | 71,580           | 35,759           |
| 2012年（平成24年） | 72,407           | 36,051           |
| 2013年（平成25年） | 72,677           | 36,207           |
| 2014年（平成26年） | 71,215           | 35,519           |
| 2015年（平成27年） | 72,473           | 36,134           |
| 2016年（平成28年） | 72,287           | 36,219           |
| 2017年（平成29年） | 73,186           | 36,622           |
| 2018年（平成30年） | 73,529           | 36,762           |

### 令和
| 年度               | 1日平均 乗降人員 | 1日平均 乗車人員 | 出典       |
| ------------------ | ---------------- | ---------------- | ---------- |
| 2019年（令和元年） | 72,689           | 36,319           | [ 東武 3 ] |
| 2020年（令和02年） | 56,198           | 28,123           | [ 東武 4 ] |
| 2021年（令和03年） | 59,069           | 29,543           | [ 東武 5 ] |
| 2022年（令和04年） | 63,092           | 31,532           | [ 東武 6 ] |
| 2023年（令和05年） | 65,257           | 32,604           | [ 東武 7 ] |
| 2024年（令和06年） | 67,699           | 33,814           | [ 東武 1 ] |

## 駅周辺

### 東口
- 都市機構竹の塚団地
- 竹の塚地域学習センター
  - 足立区役所竹の塚区民事務所
  - 足立区立竹の塚図書館
  - 竹の塚地域学習センター
  - 足立区北部福祉事務所
- 足立竹の塚郵便局
- 足立北郵便局
- 群馬銀行足立支店
- 警視庁竹の塚警察署
- イトーヨーカドー竹の塚店
（2023年3月5日閉店、跡地にヤマダデンキがオープンの予定[41]）
- 竹の塚モータースクール
（指定自動車教習所）
- 足立区立渕江小学校
- ドン・キホーテ 竹の塚店

東口駅前ロータリーは東武線各駅中でも規模が大きく、周辺にはピーコックストアや銀座コージーコーナー、その他パン屋や本屋などの小売り店が立地する。
竹ノ塚駅東口商店街の名称は、1988年（昭和63年）に「カリンロード商店街」と改名された。

### 西口
- 足立区役所 伊興区民事務所
- 伊興町団地
- 足立西竹の塚郵便局
- 足立区立第十四中学校
- ジェーソン 足立竹の塚店
- 東京地下鉄竹ノ塚車両基地
（千住検車区竹ノ塚分室）
- エミエルタワー竹の塚
  - 西友竹の塚店
  - 竹の塚保健総合センター
- タクシー乗り場
- きらぼし銀行 竹ノ塚支店

西口の構内権は東武関連企業に限られ、タクシー乗り場もかつて東武グループの金龍自動車交通の専用となっていた。金龍の日本交通への売却で日交足立となり、美輝タクシー（日交グループ）との合併で日交美輝となった後は構内権の枠は日交美輝と日本交通千住営業所の一部車両のみ保有しているため、他の日本交通グループを含む他社車両や二社でも構内権の枠を持たない車両の客待ちはできない。

## バス路線
東口と西口にバスターミナルがあり、東武バスセントラルと東京都交通局によって運行されている。

### 東口
竹の塚駅東口（東武）・竹の塚駅前（都営）
| 乗場 | 系統              | 行先                     | 事業者 | 営業所 | 備考             |
| ---- | ----------------- | ------------------------ | ------ | ------ | ---------------- |
| 1番  | 竹15              | 花畑団地                 | ■東武  | 足立   | 深夜バス運行     |
| 1番  | 竹15-2            | 花畑団地                 | ■東武  | 足立   |                  |
| 1番  | - 竹16 - 竹16急行 | 文教大学                 | ■東武  | 足立   |                  |
| 2番  | 綾22              | 青井六丁目               | ■東武  | 葛飾   | 土休日の終車のみ |
| 2番  | 綾24              | 六町駅・綾瀬駅           | ■東武  | 葛飾   |                  |
| 3番  | 竹13 竹14         | 西新井駅東口             | ■東武  | 草加   |                  |
| 3番  | 竹51              | 西新井駅東口             | ■東武  | 足立   | 小型車で運行     |
| 3番  | 竹52              | 足立区役所               | ■東武  | 足立   | 本数少           |
| 4番  | 竹13              | 足立清掃工場（循環）     | ■東武  | 草加   |                  |
| 4番  | 竹14              | 谷塚駅                   | ■東武  | 草加   |                  |
| 4番  | 竹14              | 花畑桑袋団地             | ■東武  | 草加   | 西新井駅始発のみ |
| 5番  | 竹17              | 六町駅                   | ■東武  | 足立   |                  |
| 5番  | 竹17              | 足立総合スポーツセンター | ■東武  | 足立   |                  |
| 5番  | 竹17-2            | 北綾瀬駅                 | ■東武  | 足立   |                  |
| 6番  | 北47              | 北千住駅前・千住車庫前   | ■都営  | 千住   |                  |
| 7番  | 北47              | 足立清掃工場前           | ■都営  | 千住   |                  |

### 西口
竹の塚駅西口
竹ノ塚駅高架化工事のため、2014年（平成26年）4月14日より、赤山街道沿いの踏切前（竹の塚保健総合センター・西友竹の塚店前）に移設された。
| 乗場 | 系統 | 行先                         | 事業者 | 営業所 | 備考                         |
| ---- | ---- | ---------------------------- | ------ | ------ | ---------------------------- |
| 1番  | 竹01 | 入谷循環（入谷町先回り）     | ■東武  | 足立   | 始車より13時台前半まで       |
| 1番  | 竹01 | 入谷循環（舎人町先回り）     | ■東武  | 足立   | 13時台後半より終車まで       |
| 1番  | 竹02 | 入谷舎人循環（入谷町先回り） | ■東武  | 足立   | 始車より13時台前半まで       |
| 1番  | 竹02 | 入谷舎人循環（舎人町先回り） | ■東武  | 足立   | 13時台後半より終車まで       |
| 1番  | 竹03 | 見沼代親水公園駅             | ■東武  | 足立   |                              |
| 1番  | 竹07 | 江戸袋循環                   | ■東武  | 足立   | 本数少                       |
| 1番  | 竹08 | 放射11号循環                 | ■東武  | 足立   | 土休日の1便のみ              |
| 2番  | 竹04 | 草加駅西口                   | ■東武  | 足立   |                              |
| 2番  | 竹09 | 竹の塚車庫                   | ■東武  | 足立   | 本数少                       |
| 2番  | 竹06 | 新里循環（柳島先回り）       | ■東武  | 足立   | 始車より13時台まで           |
| 2番  | 竹06 | 新里循環（新里先回り）       | ■東武  | 足立   | 14時より終車まで             |
| 2番  | 竹10 | 竹の塚車庫                   | ■東武  | 足立   | 終車時間帯のみ、深夜バス運行 |

- 駅最寄バス停留所名称の表記法については後述する。

## 表記
当駅所在地は「竹の塚」であるため、駅名表記についても「竹の塚」と間違える事例が多いが、正式には「竹ノ塚」である。読みも「たけのづか」ではなく「たけのつか」である。
都営バス・東武バスセントラルの一部などでは、「竹の塚駅」の表記も用いられている。

## 隣の駅
東武鉄道
 東武スカイツリーライン
■急行・■区間急行・■準急・■区間準急
通過
■普通
西新井駅 (TS 13) - 竹ノ塚駅 (TS 14) - 谷塚駅 (TS 15)